# Чечуро, Анатолий Николаевич
Анатолий Николаевич Чечуро (02.03.1916 — ?) — советский металлург, лауреат Ленинской премии.
Член ВКП(б)/КПСС с 1947 г.
Сын обермастера доменного цеха Каменского (Днепродзержинского) металлургического завода.
В 1932—1941 гг. после окончания школы ФЗУ (годы учёбы 1930-1932) работал на металлургическом заводе им. Дзержинского в Днепродзержинске  – токарем, газовщиком, техником шихты доменного цеха. 
Без отрыва от производства окончил рабфак (1935) и Днепродзержинский вечерний институт им. Арсеничева (1941, кафедра руднотермических процессов).
С 1941 г. служил в РККА, демобилизовался в ноябре 1945-го в звании капитана артиллерии.
С 1945 г. — начальник смены в доменном цехе Днепродзержинского металлургического завода; в 1956—1964 гг. — начальник цеха.
В последующем — главный инженер завода, с 1970 главный доменщик Министерства чёрной металлургии Украины.
Руководитель групп советских специалистов на металлургических комбинатах в Болгарии (г. Кремиковци, 1964—1466) и Египте (Хелуан, 1976—1978).
Ленинская премия (1960) — за внедрение природного газа в доменное производство.
Сочинения:
- Ведение доменной печи [Текст] : научное издание / Н. Н. Чернов, А. Н. Чечуро. — М. : Металлургия, 1965. — 223 с. : ил.
- Чернов Н.Н., Чечуро А.Н. Ведение доменной печи - М: Металлургия, 1987 - 138 с.